# Saint-Martial-d’Artenset
Saint-Martial-d’Artenset (okzitanisch Sent Marçau d’Artenset) ist ein südwestfranzösischer Ort und eine Gemeinde (commune) mit 944 Einwohnern (Stand 1. Januar 2022) im äußersten Westen des Départements Dordogne in der Region Nouvelle-Aquitaine (vor 2016 Aquitaine). Die Gemeinde gehört zum Arrondissement Périgueux und zum Kanton Montpon-Ménestérol. Ihre Einwohner werden Saint-Martialais genannt.

## Geographie
Saint-Martial-d’Artenset liegt etwa 55 Kilometer westsüdwestlich von Périgueux und wird vom Fluss Isle im Norden begrenzt. Umgeben wird Saint-Martial-d’Artenset von den Nachbargemeinden Saint-Laurent-des-Hommes im Norden und Nordosten, Beaupouyet im Osten, Saint-Sauveur-Lalande im Osten und Südosten, Saint-Rémy im Süden und Südwesten sowie Montpon-Ménestérol im Westen und Nordwesten.

## Bevölkerungsentwicklung
| Jahr                       | 1962 | 1968 | 1975 | 1982 | 1990 | 1999 | 2006 | 2018 |
| Einwohner                  | 840  | 750  | 716  | 743  | 839  | 847  | 934  | 945  |
| Quellen: Cassini und INSEE |      |      |      |      |      |      |      |      |

## Sehenswürdigkeiten
- Kirche Saint-Martial aus dem 9. Jahrhundert
- Mühle von Le Duellas am Isle
- Schloss Le Mas aus dem 17. Jahrhundert

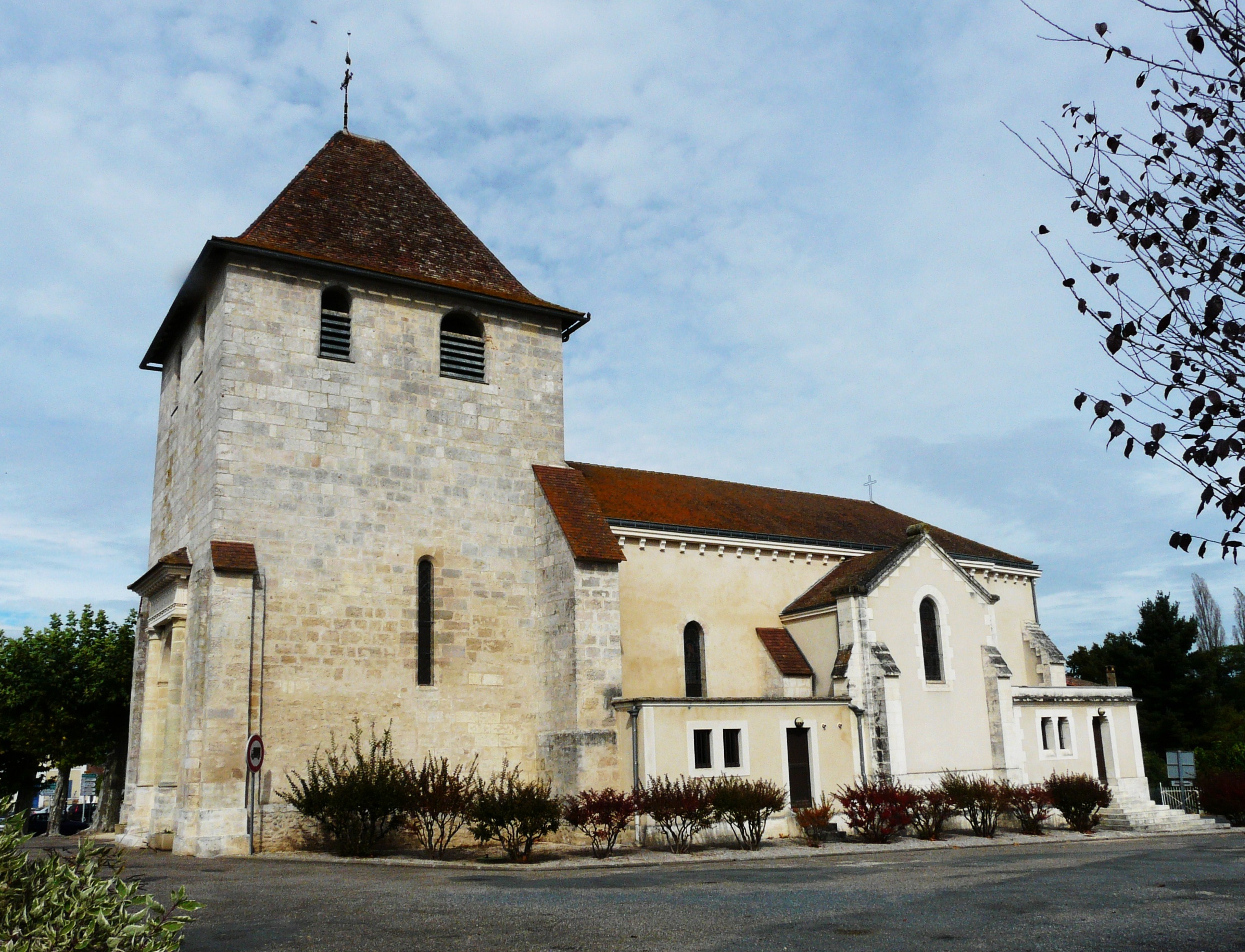
Kirche Saint-Martial
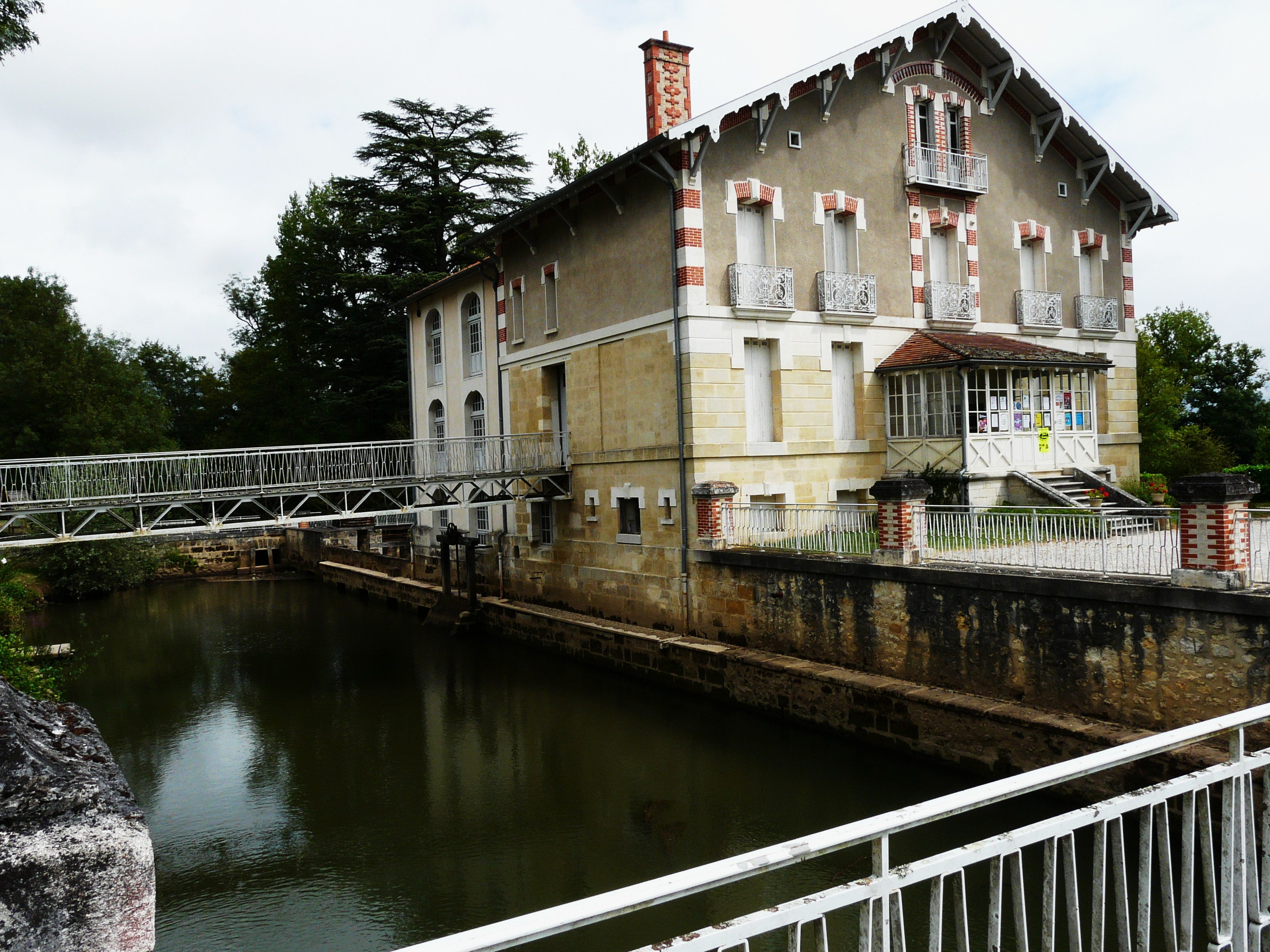
Mühle Le Duellas
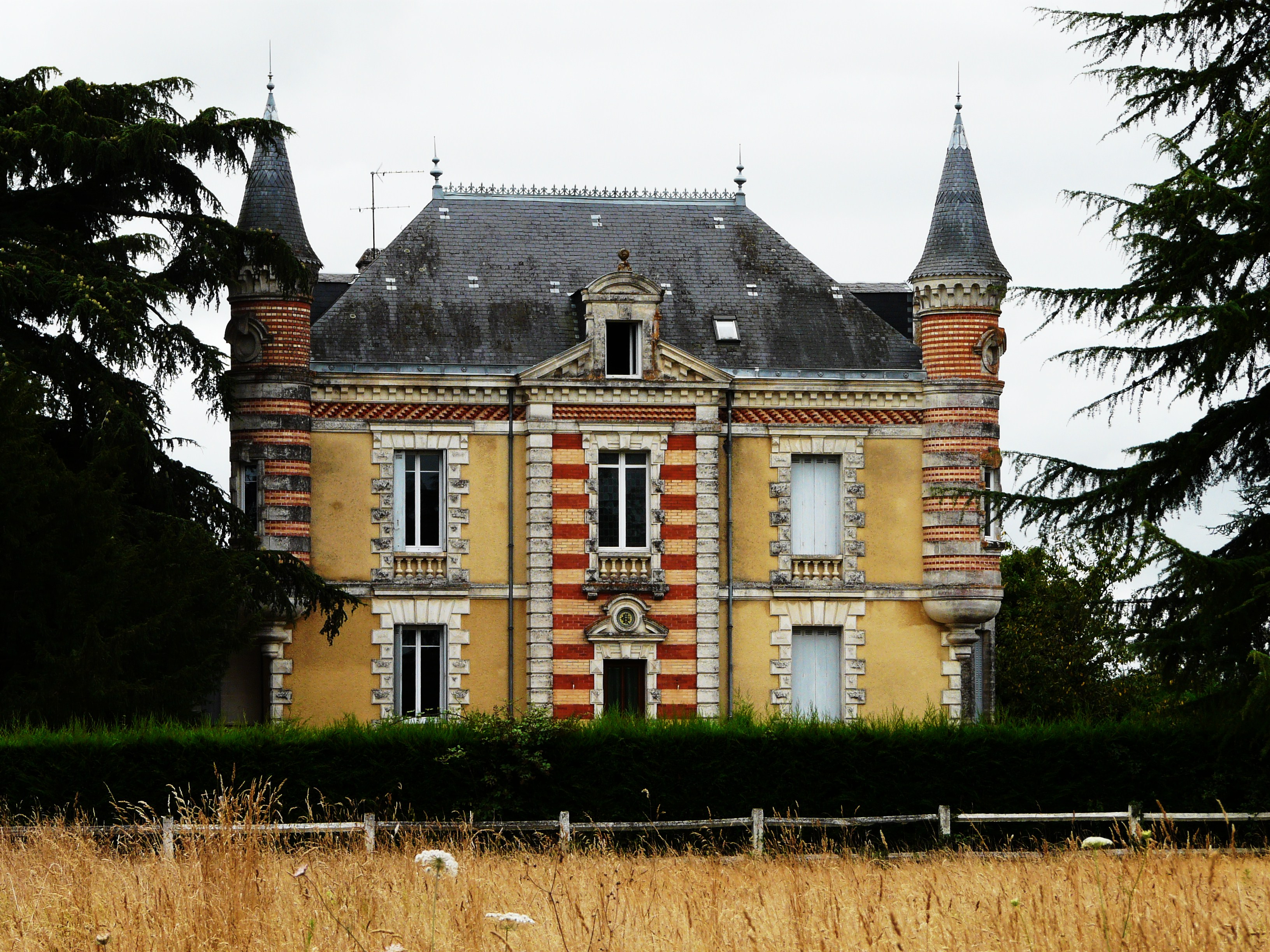
Schloss Le Mas